# Маржикпаев, Ермек Боранбаевич
Ермек Боранбаевич Маржикпаев (каз. Ермек Боранбайұлы Маржықпаев; род. 29 августа 1969, Целиноград) — казахстанский государственный деятель. Советник премьер-министра Республики Казахстан с 23 сентября 2024 года.
Аким Акмолинской области (2019—2023). Министр туризма и спорта Казахстана (2023—2024).

## Биография
Ермек Маржикпаев родился 29 августа 1969 года в городе Целинограде.
В 1994 году окончил Целиноградский педагогический институт имени С. Сейфуллина по специальности «Учитель истории», в 2001 году Университет «Туран» по специальности «юрист», в 2009 году — Кокшетауский государственный университет по специальности бакалавр финансов, в 2016 году получил степень доктора Phd.
В 1991—1992 годах работал учителем физкультуры, тренером по боксу, учителем истории в средней школе.
В 1992—1995 годах — директор МЧП «Шонай».
В 1995—2008 годах — генеральный директор МЧП (ТОО) «Береке-Бурабай».
В 2008—2012 годах — аким Аршалынского района Акмолинской области.
С марта 2012 года по сентябрь 2013 года — аким Зерендинского района Акмолинской области.
В 2013—2014 годах — заместитель акима Акмолинской области по вопросам строительства, жилищно-коммунального хозяйства и автомобильных дорог.
В 2014—2015 годах — государственный инспектор Администрации Президента РК.
В 2015—2019 годы — аким города Кокшетау.
С 19 марта 2019 по 2 сентября 2023 года — аким Акмолинской области.
С 2 сентября 2023 года — министр туризма и спорта Казахстана. 6 февраля 2024 года переназначен. 31 августа освобождён от должности Министра туризма и спорта Республики Казахстан.
С 23 сентября 2024 года — советник премьер-министра Республики Казахстан.

## Награды и звания
- Орден Парасат (2021)
- Орден Курмет (2011)[8]
- Медаль "Ерең еңбегі үшін"
- Медаль «За трудовое отличие» (Казахстан) (2004)[9]
- Почётный работник туризма Республики Казахстан (2007)
- Мастер спорта по боксу
- Заслуженный тренер  РК
- Государственные юбилейные медали
  - 2001 — Медаль «10 лет независимости Республики Казахстан»
  - 2005 — Медаль «10 лет Конституции Республики Казахстан»
  - 2008 — Медаль «10 лет Астане»
  - 2011 — Медаль «20 лет независимости Республики Казахстан»
  - 2016 — Медаль «25 лет независимости Республики Казахстан»